# Grabowiec (powiat iławski)
Grabowiec – wieś w Polsce położona w województwie warmińsko-mazurskim, w powiecie iławskim, w gminie Susz, na Pojezierzu Iławskim.
W latach 1975–1998 miejscowość należała administracyjnie do województwa elbląskiego.
Zobacz też: Grabowiec, Grabowiec-Góra